# Filippo Balatri
Filippo Balatri (Alfea, 21 febbraio 1682 – Fürstenfeld (Baviera), 10 settembre 1756) è stato un sopranista italiano.

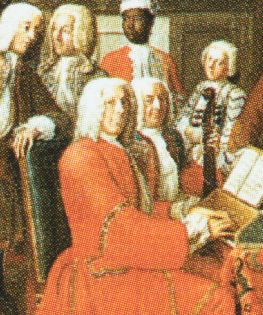
Balatri al clavicembalo: particolare dal quadro di Peter Jacob Horemans, 1733

Fu noto ed apprezzato dalle corti europee per le sue doti canore di soprano evirato e per il suo spirito buffonesco.

## Biografia
Nacque ad Alfea, nei pressi di Pisa, da una famiglia nobile. Nulla si sa della sua infanzia. A quindici anni, su richiesta del principe Galitzin, inviato dallo zar Pietro il Grande che cercava cantanti per la sua corte, Balatri fu mandato a Mosca da Cosimo III de' Medici, tramite l'ambasciatore Pëtr Alekseevič Golicyn, ad allietare i cortigiani russi che apprezzarono anche le doti di comico di Balatri tanto che egli assunse anche il ruolo di buffone di corte.
Nelle quartine della sua autobiografia Frutti del mondo Balatri racconta come fosse malvisto dalla popolazione per la sua religione diversa da quella ortodossa e come gli si dimostrarono nemici gli spalniks, le guardie della camera da letto imperiale. Per difendersi Balatri apprese in breve tempo la lingua russa ma questo non impedì i continui litigi con gli spalnicks tanto che lo zar decise di allontanare il musico inviandolo con un'ambasceria presso il gran Kan dei Tartari che, affascinato dalla sua voce, per trattenerlo nella sua corte offrì all'ambasciatore russo sei cavalli purosangue. I russi rifiutarono e il gran Kan, tuttavia, volle regalare a Balatri ottanta braccia di un tessuto d'oro e un cavallo di razza.

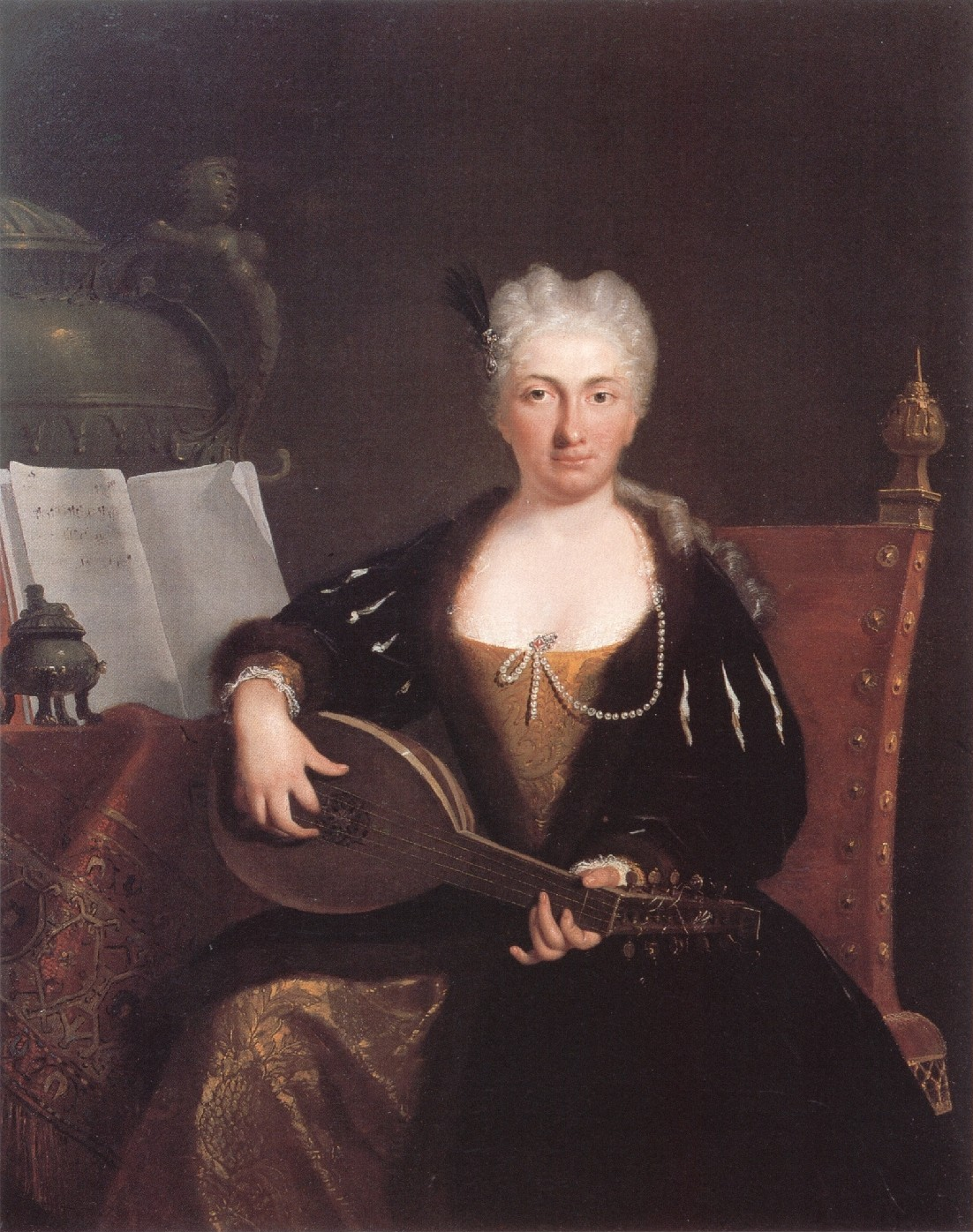
Faustina Bordoni ritratta da Bartolomeo Nazari

Nel 1701 Balatri lasciò la corte russa unendosi ad un'ambasceria diretta a Vienna dove frequentò con successo la corte austriaca e dove studiò per due anni canto con il celebre contralto Gaetano Orsini. Tornato presso il granduca soggiornò nella villa granducale Ambrogiana da dove partì dopo qualche anno per l'Inghilterra sostando per qualche tempo a Parigi alla corte del re Luigi XIV di Francia. Giunto in Inghilterra, poiché la regina Anna di Gran Bretagna che lo aveva chiamato era nel frattempo morta, Balatri poté esibirsi con gran successo solo nei salotti dei nobili inglesi. Richiamato in Toscana dal granduca, nel viaggio di ritorno Balatri soggiornò riverito e ben pagato dal principe elettore di Baviera Massimiliano fino a quando, poiché il clima bavarese non gli si confaceva, ritornò in Toscana al servizio di Violante Beatrice di Baviera, sorella dell'elettore di Baviera che dopo qualche tempo richiamò in Baviera il musico. Con il consenso del principe elettore Balatri poté esibirsi a Eichstätt, a Norimberga e a Würzburg dove alla presenza del vescovo della città cantò un'arietta, nota e lodata presso tutte le corti europee, da lui stesso composta: il famoso "canto del rosignolo".
Dal 1722 al 1724 Balatri continuò a viaggiare al seguito dell'elettore Massimiliano, con brevi soggiorni in Italia e una più lunga permanenza a Vienna dove ebbe modo di cantare assieme alla famosa mezzosoprano Faustina Bordoni. Si fermò anche a Verona e Vicenza prima di essere richiamato a Monaco al servizio di Giovanni Teodoro di Baviera, vescovo di Ratisbona e di Frisinga, come maestro di musica.
Stanco di questa vita errabonda il 15 luglio 1739 entrò nell'ordine cistercense professando il sacerdozio in un convento presso Ismaning. Il 10 settembre 1756 morì nell'Abbazia di Fürstenfeld.
Sulle qualità canore di Baltri non si hanno giudizi obiettivi in quanto egli si esibì sempre in forma privata davanti a un pubblico di simpatizzanti. Scrisse, con una certa vena comica e ottimistica, qualità che lo facevano apprezzare dalle corti europee.

## Opere
- Istoria di vita e viaggi;
- Testamento (conservato nella Biblioteca Nazionale di Monaco, Cod. it. 329);
- Scoperta del Mondo;
- Istruzione per un giovane musico. Queste due ultime opere sono andate perse.